# USS Dewey (DD-349)
Pour les autres navires du même nom, voir USS Dewey.
 (septembre 2024).
La mise en forme du texte ne suit pas les recommandations de Wikipédia : il faut le « wikifier ».
Les points d'amélioration suivants sont les cas les plus fréquents. Le détail des points à revoir est peut-être précisé sur la page de discussion.
- Les titres sont pré-formatés par le logiciel. Ils ne sont ni en capitales, ni en gras.
- Le texte ne doit pas être écrit en capitales (les noms de famille non plus), ni en gras, ni en italique, ni en « petit »…
- Le gras n'est utilisé que pour surligner le titre de l'article dans l'introduction, une seule fois.
- L'italique est rarement utilisé : mots en langue étrangère, titres d'œuvres, noms de bateaux, etc.
- Les citations ne sont pas en italique mais en corps de texte normal. Elles sont entourées par des guillemets français : « et ».
- Les listes à puces sont à éviter, des paragraphes rédigés étant largement préférés. Les tableaux sont à réserver à la présentation de données structurées (résultats, etc.).
- Les appels de note de bas de page (petits chiffres en exposant, introduits par l'outil «  Source ») sont à placer entre la fin de phrase et le point final[comme ça].
- Les liens internes (vers d'autres articles de Wikipédia) sont à choisir avec parcimonie. Créez des liens vers des articles approfondissant le sujet. Les termes génériques sans rapport avec le sujet sont à éviter, ainsi que les répétitions de liens vers un même terme.
- Les liens externes sont à placer uniquement dans une section « Liens externes », à la fin de l'article. Ces liens sont à choisir avec parcimonie suivant les règles définies. Si un lien sert de source à l'article, son insertion dans le texte est à faire par les notes de bas de page.
- La présentation des références doit suivre les conventions bibliographiques. Il est recommandé d'utiliser les modèles {{Ouvrage}}, {{Chapitre}}, {{Article}}, {{Lien web}} et/ou {{Bibliographie}}. Le mode d'édition visuel peut mettre en forme automatiquement les références.
- Insérer une infobox (cadre d'informations à droite) n'est pas obligatoire pour parachever la mise en page.

Pour une aide détaillée, merci de consulter Aide:Wikification.
Si vous pensez que ces points ont été résolus, vous pouvez retirer ce bandeau et améliorer la mise en forme d'un autre article.
Le premier USS Dewey (DD-349) était un destroyer de classe Farragut de la marine américaine, lancé en 1934 et nommé d'après l'amiral George Dewey. L'USS Dewey a servi dans le Pacifique durant la Seconde Guerre mondiale. Rescapé de l'attaque de Pearl Harbor, le Dewey participa à la protection du porte-avions USS Lexington jusqu'à ce que ce dernier soit perdu au cours de la bataille de la mer de Corail. Par la suite, il escorta l'USS Saratoga durant toute la campagne de la 'Bataille de Guadalcanal et la bataille des Salomon orientales. Après une période de révision et maintien en condition à San Francisco, le Dewey passa l'année 1943 dans les eaux de l'Alaska pour appuyer les opérations d'invasions d'Attu et de Kiska. Le Dewey passa ensuite l'année 1944 à appuyer des raids dans les îles Marshall, les Îles Carolines et les Îles Mariannes, et participa à l'escorte de de prote-avions durant la bataille de la mer des Philippines. Après avoir été endommagé par le typhon Cobra lors de la reconquête des Philippines, le Dewey appuya les opérations d'invasion d'Iwo Jima et passa le reste de la guerre à protéger les pétroliers ravitailleurs.

## Histoire
L'USS Dewey a été lancé le 28 juillet 1934 par le chantier naval Bath Iron Works, à Bath, Maine, parrainé par Madame A. M. Dewey, arrière-petite-nièce de l'amiral Dewey. Le navire fut mis en service le 4 octobre 1934, sous le commandement du commandant H.W. Hill.
Après deux campagnes d'entraînement à Guantanamo Bay, à Cuba, et à Port-au-Prince, en Haïti, le Dewey quitta Norfolk, en Virginie, le 1er avril 1935, pour San Diego, en Californie, où il arriva le 14 avril. Jusqu'en 1938, il opéra principalement à partir de ce port pour des opérations locales ainsi que pour participer à des exercices tactiques de la flotte, à des exercices de combat et à des exercices programmés. Il a navigué le long de la côte ouest du continent américain jusqu'en Alaska au nord et Callao (Pérou) au sud et a effectué trois croisières dans la région hawaïenne. Du 4 janvier au 12 avril 1939, il retourne dans l'Atlantique pour un problème de flotte. Le Dewey est finalement arrivé à Pearl Harbor le 12 octobre 1939 et a participé à des exercices tactiques, à des exercices de combat, à des problèmes et des manœuvres de flotte jusqu'en 1941.

### Seconde Guerre mondiale
Lorsque le Japon attaqua Pearl Harbor le 7 décembre 1941, le Dewey était en cours de révision. Son équipage ouvrit le feu sur les avions ennemis et, l'après-midi, appareilla pour patrouiller dans la l'archipel hawaïen. Le 15 décembre, il rejoint la TF 11 pour relever la garnison de la Marine et des Marines sur l'île de Wake, tombée le 23 décembre. Le Dewey est retourna par la suite à sa mission de patrouille.
En février 1942, elle rejoint à nouveau la TF 11 pour une opération offensive contre Rabaul. La force ayant été repérée par deux avions de patrouille ennemis, la frappe fut finalement annulée après que le Dewey a aidé à abattre plusieurs des 18 bombardiers japonais dirigés vers la force par les rapports des avions de patrouille. Il continua à escorter l'USS Lexington lors des frappes sur Lae et Salamaua, en Nouvelle-Guinée, le 10 mars et est revenue à Pearl Harbor le 26.
Alors que la TF 11 appareillait de Pearl Harbor le 15 avril 1942 pour des opérations dans les îles Salomon, le 5 mai, des informations indiquant que les Japonais avançaient vers Port Moresby, le groupe du Dewey rejoignit l'USS Yorktown dans la bataille de la mer de Corail. Lorsque l'USS Lexington fut soumis à une attaque intensive, l'USS Dewey se joignit au barrage antiaérien, causant la blessure de cinq membres de son équipage par les mitraillages ennemis. L'USS Lexington fut gravement touché et, alors que les incendies faisaient rage et devenaient incontrôlables, il fut abandonné, l'USS Dewey sauvant 112 des survivants du porte-avions. Il escorta l'USS Yorktown à Nouméa le 12 mai, puis est revenue à Pearl Harbor le 25 mai à bord de l'USS Enterprise.

### Les batailles de Midway et de Guadalcanal
Trois jours plus tard, l'USS Dewey naviguait au sein de la force opérationnelle (Task Force - Group aéronaval) de l'USS Enterprise. La bataille de Midway eut lieu du 2 au 6 juin et tout au long de cette action, l'USS Dewey fut affecté à la protection du Platte. De retour à Pearl Harbor le 9 juin, l'USS Dewey fut affecté à l'escorte de l'USS Saratoga alors que le porte-avions amenait un escadron aérien à Midway entre le 22 et le 29 juin. Le 7 juillet, il se prépara pour les premiers débarquements sur l'Île de Guadalcanal, qu'il bombarda le 7 août. Le jour du premier assaut, le Dewey pris à partie des bombardiers en piqué, déplorant un blessé au sein de son équipage. Il s'est, par ailleurs, porté au secours de deux navires, aidant l'USS Jarvis à reprendre de la puissance et remorquant l'USS George F. Elliott jusqu'à ce que les dommages qu'il avait subis ne rendent nécessaire son abandon. L'USS Dewey sauva 40 survivants du navire de transport.
L'USS Dewey fut maintenu dans les Îles Salomon afin de protéger les lignes d'approvisionnement et de communication et escorter l'USS Saratoga pendant la bataille des Salomon orientales le 24 août 1942. Il escorta le Saratoga, endommagé par une torpille de sous-marin le 31 août, jusqu'à Pearl Harbor, où ils arrivèrent le 23 septembre, et 6 jours plus tard, il appareilla pour une révision à San Francisco. Le 27 décembre 1942, il part en mission dans les eaux de l'Alaska. Lorsque l'USS Worden s'échoua à Amchitka, l'USS Dewey tenta de le remorquer hors des rochers, puis participa au sauvetage de ses survivants lorsque le temps orageux forca son abandon. Le 7 avril 1943, l'USS Dewey appareilla pour San Pedro afin d'escorter un groupe d'assaut à destination d'Attu pour l'invasion du 11 mai. Il participa également au débarquement à Kiska le 15 août, avant d'escorter un groupe de LST à destination de San Francisco, où il arriva le 19 septembre.

### L'année 1944
Parti de San Diego le 13 janvier 1944, l'USS Dewey arriva au large de Kwajalein le 31 janvier et servit d'escorte lors de l'attaque du porte-avions sur Majuro le 11 février et des débarquements d'invasion sur Eniwetok le 18 février. Il escorta des convois entre Eniwetok, Roi et Majuro, et bombarda l'atoll de Mille les 17 et 18 mars. Du 22 mars au 6 juin, il participa à l'escorte de la TF 58, prenant part à des raids sur Palau, Yap, Ulithi et Woleai ; à l'invasion de Hollandia les 21 et 22 avril ; et à l'attaque de Truk du 29 avril au 1er mai. Le 6 juin, il appareilla pour escorter les porte-avions lors de raids de chasse contre Tinian et Saipan le 11 juin, puis fut bombardé au large de Saipan et Tinian les 13 et 14 juin, lorsqu'il tira sur des barges ennemies et déclencha un incendie dans un dépôt de pétrole. Lors du débarquement aux Mariannes, L'USS Dewey protégea les porte-avions lors de la bataille de la mer des Philippines qui s'ensuivit les 19 et 20 juin, et sauva plusieurs pilotes et membres d'équipage qui furent contraints d'amerrir.
L'USS Dewey rejoignit l'escorte d'un convoi de navires de transport le 1er juillet 1944 pour l'invasion de Guam. Il fournit un appui-feu rapproché aux groupes de reconnaissance, couvrit le travail des équipes de démolition sous-marine, mena des tirs de harcèlement nocturne et patrouilla au large de l'île jusqu'au 28 juillet, date à laquelle il navigua pour une brève révision au chantier naval de Puget Sound.
L'USS Dewey prend la mer le 30 septembre 1944 pour rejoindre le groupe logistique de la 3e flotte le 10 octobre. Elle a protégé ce groupe dans ses opérations de ravitaillement en vue de l'invasion des Philippines jusqu'au typhon du 18 décembre, qui a lourdement endommagé les unités de la 3e flotte. Le Dewey avait perdu toute puissance à midi et roulait à plus de 75 degrés; sa cheminée numéro un était déchirée et projetée contre le pont du bateau. Il rejoignit son groupe le 8 février 1945, après que les réparations furent terminées à Ulithi, et est arrivé à Iwo Jima le 17 février, où il a aidé à éteindre les incendies sur Patuxent . En aidant les Marines qui ont attaqué l'île le 19 février, il contribua à briser une contre-attaque japonaise en tirant des obus éclairants le 23 février.

### L'année 1945
Après avoir escorté un convoi vers Leyte du 4 au 6 mars 1945, le Dewey rejoignit le groupe logistique pour l'opération d'Okinawa, surveillant les pétroliers pendant qu'ils ravitaillaient les porte-avions lors des frappes aériennes de pré-invasion et des raids en Extrême-Orient, qui se sont poursuivis jusqu'à la fin de la guerre.

### Destin
Le 21 août, il partit pour San Diego, où il arriva le 7 septembre. Il continua vers la côte est, arrivant au chantier naval de Brooklyn le 25 septembre. L'USS Dewey fut désarmé le 19 octobre 1945 et vendu le 20 décembre 1946.

### Récompenses
L'USS Dewey a reçu 13 étoiles de bataille pour son service pendant la Seconde Guerre mondiale.